# Малмінкартано (станція)
60°14′48″ пн. ш. 24°51′50″ сх. д. / 60.246667° пн. ш. 24.863889° сх. д.
Мальмінкартано (фін. Malminkartanon rautatieasema, швед. Malmgårds järnvägsstation) — залізнична станція мережі приміських залізниць Гельсінкі, розташована на півночі Гельсінкі, Фінляндія, приблизно за 11 км на північ від Гельсінкі-Центральний, між станціями Каннельмякі та Мююрмякі.
Пасажирообіг у 2019 склав 2,177,076 осіб

Відкрита 28 травня 1978 

Конструкція — односклепінна глибокого закладення, з двома прямими береговими платформами.

## Пересадки
- Автобуси: 30, 37